# Listă de filme de animație din anii 1960
Aceasta este o listă de filme de animație din anii 1960.
| Titlu | Țara                                                                               | Regizor                                                | Studio                    | Tehnici de animație                | Note         |
| 1960 |                                                                                    |                                                        |                           |                                    |              |
| Alakazam the Great Saiyu-ki                                                                                         | Japonia                                                                            | Daisaku Shirakawa Taiji Yabushita                      | Toei Animation            | Traditional                        |              |
| It Was I Who Drew the Little Man Chelovechka narisoval ya                                                           | Uniunea Republicilor Sovietice Socialiste                                          | Valentina Brumberg Zinaida Brumberg Valentin Lalayants | Soyuzmultfilm             | Traditional                        |              |
| 1961 |                                                                                    |                                                        |                           |                                    |              |
| The Key Ключ (Klyuch)                                                                                               | Uniunea Republicilor Sovietice Socialiste                                          | Lev Atamanov                                           | Soyuzmultfilm             | Traditional                        |              |
| Of Stars and Men | Statele Unite ale Americii                                                         | John Hubley                                            |                           |                                    |              |
| One Hundred and One Dalmatians                                                                                      | Statele Unite ale Americii                                                         | Clyde Geronimi Hamilton Luske Wolfgang Reitherman      | Walt Disney Productions   | Traditional                        |              |
| The Orphan Brother 安寿と厨子王丸 (Anju to zushio-maru)                                                             | Japonia                                                                            | Taiji Yabushita                                        | Toei Animation            | Traditional                        |              |
| Die seltsame Historia von den Schildbürgern                                                                         | Germania de Est                                                                    | Johannes Hempel                                        |                           |                                    |              |
| Shaka no Shōgai | Japonia                                                                            | Noburō Ōfuji                                           |                           |                                    | Format:None  |
| 1962 |                                                                                    |                                                        |                           |                                    |              |
| Arabian Nights: The Adventures of Sinbad アラビアンナイト・シンドバッドの冒険 (Arabian naito: Shindobaddo no bôken) | Japonia                                                                            |                                                        | Toei Animation            | Traditional                        | Format:None  |
| The Bath Banya | Uniunea Republicilor Sovietice Socialiste                                          | Anatoliy Karanovich Sergei Yutkevich                   | Soyuzmultfilm             | Stop motion                        | [ 1 ]        |
| Gay Purr-ee | Statele Unite ale Americii                                                         | Abe Levitow                                            | UPA                       | Traditional                        |              |
| Heaven and Earth Magic                                                                                              | Statele Unite ale Americii                                                         | Harry Everett Smith                                    |                           | Cutout                             | Experimental |
| Joseph the Dreamer בעל החלומות (Ba'al Hahalomot)                                                                    | Israel                                                                             | Alina Gross Yoram Gross                                |                           | Stop motion                        |              |
| Mister Magoo's Christmas Carol                                                                                      | Statele Unite ale Americii                                                         | Abe Levitow                                            | UPA                       | Traditional                        | TV special   |
| The Wild Swans Dikiye lebedi                                                                                        | Uniunea Republicilor Sovietice Socialiste                                          | Vera Tsekhanovskaya Mikhail Tsekhanovsky               | Soyuzmultfilm             | Traditional                        |              |
| 1963 |                                                                                    |                                                        |                           |                                    |              |
| Attention! A Magician is in the City! Vnimaniye! V gorode volshebnik!                                               | Uniunea Republicilor Sovietice Socialiste                                          | Vladimir Bychkov                                       | Belarusfilm Soyuzmultfilm | Stop motion/Live action            |              |
| Comahue | Argentina                                                                          | Edgardo Togni                                          |                           |                                    | Documentary  |
| Doggie March わんわん忠臣蔵 (Wanwan chushingura)                                                                    | Japonia                                                                            | Daisaku Shirakawa                                      | Toei Animation            | Traditional                        |              |
| The Little Prince and the Eight-Headed Dragon Wanpaku Ōji no Orochi Taiji                                           | Japonia                                                                            | Yūgo Serikawa                                          | Toei Animation            | Traditional                        |              |
| The Sword in the Stone                                                                                              | Statele Unite ale Americii                                                         | Wolfgang Reitherman                                    | Walt Disney Productions   | Traditional                        |              |
| 1964 |                                                                                    |                                                        |                           |                                    |              |
| Havoc in Heaven Da nao tian gong                                                                                    | Republica Populară Chineză                                                         | Wan Laiming                                            |                           | Traditional                        |              |
| Hey There, It's Yogi Bear!                                                                                          | Statele Unite ale Americii                                                         | Joseph Barbera William Hanna                           | Hanna-Barbera Productions | Traditional                        |              |
| The Incredible Mr. Limpet                                                                                           | Statele Unite ale Americii                                                         | Arthur Lubin                                           |                           | Traditional/Live action            |              |
| Lefty Levsha | Uniunea Republicilor Sovietice Socialiste                                          | Ivan Ivanov-Vano Vladimir Danilevich                   | Soyuzmultfilm             | Cutout                             |              |
| Return to Oz | Statele Unite ale Americii                                                         | F.R. Crawley Thomas Glynn Larry Roemer                 | Rankin/Bass Crawley Films | Traditional                        | TV special   |
| Rudolph, the Red-Nosed Reindeer                                                                                     | Statele Unite ale Americii                                                         | Larry Roemer Kizo Nagashima                            | Rankin/Bass               | Stop motion                        | TV special   |
| 1965 |                                                                                    |                                                        |                           |                                    |              |
| Les Aventures des Schtroumpfs                                                                                       | Belgia                                                                             | Eddy Ryssack Maurice Rosy                              |                           | Traditional                        |              |
| The Edgar Bergen & Charlie McCarthy Show                                                                            | Statele Unite ale Americii                                                         |                                                        | Rankin/Bass               | Stop Motion                        | TV special   |
| Gulliver's Travels Beyond the Moon Garibā no Uchū Ryokō                                                             | Japonia                                                                            | Masao Kuroda Sanae Yamamoto                            | Toei Animation            | Traditional                        |              |
| The Man from Button Willow                                                                                          | Statele Unite ale Americii                                                         | David Detiege                                          | Eagle Films               | Traditional/Live action            |              |
| Pinocchio in Outer Space                                                                                            | Belgia · Statele Unite ale Americii                                                | Ray Goossens                                           | Belvision Studios         | Traditional                        |              |
| West and Soda | Italia                                                                             | Bruno Bozzetto                                         |                           | Traditional                        |              |
| Willy McBean and his Magic Machine                                                                                  | Statele Unite ale Americii                                                         | Arthur Rankin, Jr.                                     | Rankin/Bass               | Stop motion                        |              |
| 1966 |                                                                                    |                                                        |                           |                                    |              |
| Alice in Wonderland (or What's a Nice Kid Like You Doing in a Place Like This?)                                     | Statele Unite ale Americii                                                         | Alex Lovy                                              | Hanna-Barbera Productions | Traditional                        | TV special   |
| Alice of Wonderland in Paris                                                                                        | Statele Unite ale Americii                                                         | Gene Deitch                                            | Rembrandt Films           | Traditional                        |              |
| Cyborg 009 | Japonia                                                                            | Yugo Serikawa                                          | Toei Animation            | Traditional                        |              |
| The Daydreamer | Statele Unite ale Americii                                                         | Jules Bass                                             | Rankin/Bass               | Stop motion/Live action            |              |
| Go There, Don't Know Where Podi tuda, nye znayu kuda                                                                | Uniunea Republicilor Sovietice Socialiste                                          | Ivan Ivanov-Vano Vladimir Danilevich                   | Soyuzmultfilm             | Cutout/Stop motion                 |              |
| How the Grinch Stole Christmas!                                                                                     | Statele Unite ale Americii                                                         | Chuck Jones Ben Washam                                 |                           | Traditional                        | TV special   |
| Jungle Emperor Leo Chōhen Jungle Taitei                                                                             | Japonia                                                                            | Eiichi Yamamoto                                        | Mushi Production          | Traditional                        |              |
| The Magician of Dreams El Mago de los sueños                                                                        | Spania                                                                             | Francisco Macián                                       |                           | Traditional                        |              |
| The Man Called Flintstone                                                                                           | Statele Unite ale Americii                                                         | Joseph Barbera William Hanna                           | Hanna-Barbera Productions | Traditional                        |              |
| 1967 |                                                                                    |                                                        |                           |                                    |              |
| Asterix the Gaul Astérix le Gaulois                                                                                 | Franța · Belgia                                                                    | Ray Goossens                                           |                           | Traditional                        |              |
| Cyborg 009 Monster Wars                                                                                             | Japonia                                                                            | Yugo Serikawa                                          | Toei Animation            | Traditional                        |              |
| The Halas & Batchelor Ruddigore                                                                                     | Regatul Unit al Marii Britanii și al Irlandei de Nord                              | Joy Batchelor                                          | Halas and Batchelor       | Traditional                        |              |
| Heungbu And Nolbu 흥부와 놀부 (Heungbuwa Nolbu)                                                                     | Coreea de Sud                                                                      | Gang Tae-ung                                           |                           | Stop motion                        |              |
| Hong Gil-dong 홍길동                                                                                                | Coreea de Sud                                                                      |                                                        |                           | Traditional                        |              |
| Hopi And Chadol Bawi 호피와 차돌바위 (Hopiwa Chadolbawi)                                                            | Coreea de Sud                                                                      | Shin Dong-Heon                                         |                           | Traditional                        |              |
| Hyokkori Hyōtanjima ひょっこりひょうたん島                                                                          | Japonia                                                                            |                                                        | Toei Animation            |                                    |              |
| Jack and the Beanstalk                                                                                              | Statele Unite ale Americii                                                         | Gene Kelly                                             | Hanna-Barbera Productions | Traditional/Live action            | TV special   |
| Jack and the Witch Shōnen Jakku to Mahōtsukai                                                                       | Japonia                                                                            | Taiji Yabushita                                        | Toei Animation            | Traditional                        |              |
| The Jungle Book | Statele Unite ale Americii                                                         | Wolfgang Reitherman                                    | Walt Disney Productions   | Traditional                        |              |
| Mad Monster Party                                                                                                   | Statele Unite ale Americii                                                         | Jules Bass                                             | Rankin/Bass               | Stop motion                        |              |
| Mr. and Mrs. Kabal's Theatre Théâtre de M. et Mme. Kabal                                                            | Franța                                                                             | Walerian Borowczyk                                     |                           | Cutout/Traditional                 |              |
| The Stolen Airship Ukradená vzducholod                                                                              | Italia · Cehoslovacia                                                              | Karel Zeman                                            |                           | Stop motion / Cutout / Live action | Format:None  |
| The Wacky World of Mother Goose                                                                                     | Statele Unite ale Americii                                                         | Jules Bass                                             | Rankin/Bass               | Traditional                        |              |
| 1968 |                                                                                    |                                                        |                           |                                    |              |
| Adam 2 | Germania                                                                           | Jan Lenica                                             |                           | Cutout                             |              |
| Asterix and Cleopatra Astérix et Cléopâtre                                                                          | Belgia · Franța                                                                    | René Goscinny Lee Payant Albert Uderzo                 | Belvision Studios         | Traditional                        |              |
| Fables from Hans Christian Andersen アンデルセン物語 (Andersen monogatari)                                          | Japonia                                                                            | Kimio Yabuki                                           | Toei Animation            | Traditional                        |              |
| GeGeGe no Kitaro ゲゲゲの鬼太郎                                                                                     | Japonia                                                                            |                                                        | Toei Animation            | Traditional                        |              |
| The Golden Iron Man aka. An Golden Iron Man 황금철인 (Hwanggeum Cheol-in)                                           | Coreea de Sud                                                                      | Park Yeong-il                                          |                           | Traditional                        |              |
| Hols: Prince of the Sun 太陽の王子 ホルスの大冒険 (Taiyō no Ōji: Horusu no Daibōken)                                | Japonia                                                                            | Isao Takahata                                          | Toei Animation            | Traditional                        |              |
| The Little Drummer Boy                                                                                              | Statele Unite ale Americii                                                         | Jules Bass Arthur Rankin Jr.                           | Rankin/Bass               | Stop motion                        | TV special   |
| The Magic Bird Putiferio va alla guerra                                                                             | Italia                                                                             | Roberto Gavioli                                        |                           | Traditional                        |              |
| Out of an Old Man's Head I huvet på en gammal gubbe                                                                 | Suedia                                                                             | Per Åhlin (animation) Tage Danielsson (live action)    |                           | Traditional/Live action            |              |
| Sun Wukong 손오공 (Son Oh-gong)                                                                                     | Coreea de Sud                                                                      |                                                        |                           | Traditional                        |              |
| The SuperVips Vip, mio fratello superuomo                                                                           | Italia                                                                             | Bruno Bozzetto                                         |                           | Traditional                        |              |
| Yellow Submarine | Regatul Unit al Marii Britanii și al Irlandei de Nord · Statele Unite ale Americii | George Dunning Dennis Abey (live action)               |                           | Traditional/Live action            |              |
| 1969 |                                                                                    |                                                        |                           |                                    |              |
| A Boy Named Charlie Brown                                                                                           | Statele Unite ale Americii                                                         | Lee Mendelson Bill Meléndez Charles M. Schulz          | Cinema Center Films       | Traditional                        |              |
| A Christmas Carol                                                                                                   | Australia · Statele Unite ale Americii                                             | Zoran Janjic                                           |                           | Traditional                        |              |
| Flying Phantom Ship 空飛ぶゆうれい船 (Sora tobu yûreisen)                                                           | Japonia                                                                            | Hiroshi Ikeda                                          | Toei Animation            | Traditional                        |              |
| Frosty the Snowman                                                                                                  | Statele Unite ale Americii                                                         | Jules Bass Arthur Rankin Jr.                           | Rankin/Bass               | Traditional                        | TV           |
| General Hong Gil-dong                                                                                               | Coreea de Sud                                                                      |                                                        |                           |                                    |              |
| Die Konferenz der Tiere                                                                                             | Germania                                                                           | Curt Linda                                             |                           | Traditional                        |              |
| Mort and Phil's festival Primer Festival de Mortadelo y Filemón, agencia de información                             | Spania                                                                             | Rafael Vara                                            |                           | Traditional                        |              |
| Mystery-Bouffe Мистерия-Буфф (Misteriya-Buff)                                                                       | Uniunea Republicilor Sovietice Socialiste                                          | David Cherkasskiy                                      | Kievnauchfilm Studio      |                                    |              |
| One Thousand and One Arabian Nights aka. A Thousand & One Nights 千夜一夜物語 (Senya Ichiya Monogatari)             | Japonia                                                                            | Eiichi Yamamoto                                        | Mushi Production          | Traditional                        |              |
| Second Mort and Phil's festival Segundo Festival de Mortadelo y Filemón, agencia de información                     | Spania                                                                             | Rafael Vara                                            |                           | Traditional                        |              |
| Tintin and the Temple of the Sun Tintin et le temple du soleil                                                      | Franța · Belgia · Elveția                                                          | Eddie Lateste                                          | Belvision Studios         | Traditional                        |              |
| Treasure Island | Coreea de Sud                                                                      |                                                        |                           |                                    |              |
| The Wonderful World of Puss 'n Boots 長靴をはいた猫 (Nagagutsu o haita neko)                                        | Japonia                                                                            | Kimio Yabuki                                           | Toei Animation            | Traditional                        |              |